# Blasius Kolumban von Bender

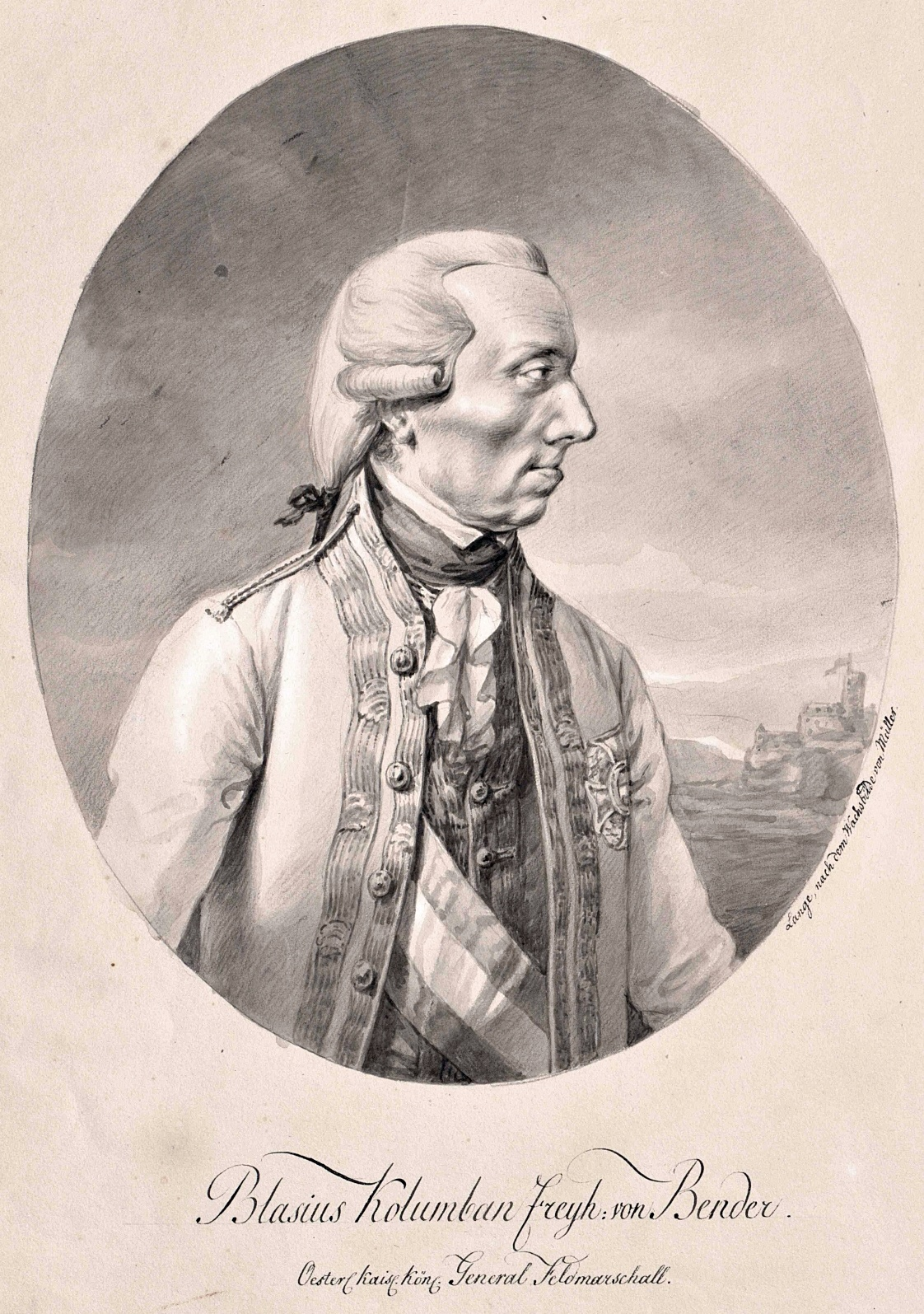
Blasius Columban von Bender

Freiherr Blasius Kolumban von Bender, auch Blasius Columban von Bender und Johann Blasius von Bender  (* 14. November 1713 in Gengenbach, Baden; † 20. November 1798 in Prag) war ein deutscher Offizier, der in den Kriegen des 18. Jahrhunderts über 60 Jahre lang in österreichischen Diensten stand und bis zum Feldmarschall aufstieg.

## Leben
1733 in die kaiserliche Armee eingetreten, diente Bender als junger Mann noch unter Prinz Eugen gegen die Türken. In den Folgejahren machte er den schlesischen, den niederländischen und den Siebenjährigen Krieg mit und wurde dabei mehrfach schwer verwundet. 1758 wurde er Oberst, 1769 Generalmajor und 1775 Feldmarschallleutnant. 1782 wurde er für seine Verdienste in den Freiherrnstand erhoben.
Als Feldzeugmeister wurde er 1785 Kommandant von Luxemburg. Mit dieser Stellung fiel ihm eine wichtige Rolle zu, als 1789 der belgische Aufstand ausbrach. Während das ganze Land in Aufruhr war und geräumt werden musste, konnte er sich in Luxemburg halten und nahm von dort aus die Wiederinbesitznahme des Landes in Angriff. Ende November 1790 stieß er von dort mit 30.000 Mann auf Brüssel vor, das er am 3. Dezember einnehmen konnte. In wenigen Wochen war ganz Belgien unterworfen und Herzog Albrecht von Sachsen-Teschen konnte als Oberstatthalter zurückkehren. Bender wurde für seine Leistung mit dem Großkreuz des Maria-Theresien-Ordens ausgezeichnet. 
In den folgenden Revolutionskriegen schloss er seine bemerkenswerte militärische Laufbahn im Alter von 82 Jahren durch die zähe achtmonatige Verteidigung Luxemburgs gegen die Franzosen bis zur Kapitulation am 7. Juni 1795 ab. Er hatte in 20 Feldzügen 12 größere Schlachten und 6 Belagerungen mitgemacht. Für seine Verdienste wurde er danach zum Kommandierenden General in Böhmen ernannt, wo er drei Jahre später in Prag verstarb. Der Abt Blasius Bender war ein Onkel von ihm. 